# Manuel Schneeweiss
Manuel Schneeweiss (* 20. August 1986) ist ein ehemaliger österreichischer American-Football-Spieler und -Trainer.

## Karriere
Der gebürtige Kärntner begann seine aktive Karriere im Jahr 2000 bei den Carinthian Cowboys. Nachdem dieser Verein durch einen Zusammenschluss zu den Black Lions wurde, spielte er in der Folge ab 2005 für diesen Verein. Seit der Saison 2007 war er bis 2016 für die Graz Giants aktiv. Nach einem Rücktritt als Spieler und Wechsel in die Trainerposition 2015 half er wegen vieler Verletzungsausfälle in seinem Team bei einzelnen Spielen weiter aus.
Manuel Schneeweiss war seit 2008 im österreichischen Kader und Teilnehmer bei der American-Football-Europameisterschaft 2010, der American-Football-Weltmeisterschaft 2011 und der American-Football-Europameisterschaft 2014.
Nach seiner Karriere im American Football tritt er als Gründer von Fitness-Startups auf.